# Analytisk filosofi
Analytisk filosofi eller angelsaksisk filosofi refererer til en række forskellige filosofiske strømninger og bevægelser, primært i Nordamerika og England. Siden starten af 1900-tallet har den filosofiske verden været forholdsvis opdelt imellem analytisk filosofi og kontinental filosofi. En af de største eksponenter for analytisk filosofi var Ludwig Wittgenstein.

## Historie
Den analytiske filosofi blev som så mange andre grupperinger inden for filosofien ikke grundlagt af nogen enkeltperson. Grundtanker i den analytiske filosofi kan spores til G.E. Moore og Bertrand Russell i Storbritannien, men også på det europæiske kontinent var der forløbere: specielt Gottlob Frege har haft indflydelse på den analytiske filosofi.
Selvom den analytiske filosofi primært forbindes med England og Nordamerika, så findes der også analytiske tænkere på det europæiske kontinent. I starten af bevægelsen gjorde specielt Wienerkredsen sig bemærket. Som deres engelske kolleger gjorde også disse filosoffer oprør mod metafysikken i filosofien.

## Hovedtræk
Det primære fokus i den analytiske filosofi er – som navnet antyder – analyse. Dette skal ses som kontrast til idealismen hvor fokuseringen ligger på at opbygge teorier. Tanken er, at det gennem analyse er muligt at løse de problemer, der gives inden for filosofi. Inden for visse dele af den analytiske filosofi går man endnu længere: tanken er her, at de filosofiske problemer ofte eller altid er opstået pga. problemer med sproget, og gennem en analyse af både sprog og de problemer er det muligt at opløse problemerne. Wittgenstein var en af de største tilhængere af dette synspunkt, der kan findes i hans senere filosofi, mere specifikt i Philosophische Untersuchungen.
Ifølge den analytiske filosofi stammer filosofiske problemer fra metafysikken: deres pointe er, at metafysik aldrig kan lede til viden og derfor må forkastes. I stedet skal viden søges empirisk via videnskabelige metoder, også inden for filosofien. Denne tilgang til filosofien leder til den logiske positivisme og senere den logiske empirisme.

## Fodnoter
1. ↑  Preston, Aaron: "Analytic Philosophy", The Internet Encyclopedia of Philosophy,2006
2. ↑  Uebel, Thomas: "Vienna Circle", Stanford Encyclopedia of Philosophy, 2006
3. ↑  Biletzki, Anat, Matar, Anat: "Ludwig Wittgenstein", Stanford Encyclopedia of Philosophy, 2006